# فساد عفونی لوزالمعده
فساد عفونی لوزالمعده از بیماری‌های ویروسی در آزادماهیان (قزل آلا) است.این بیماری غالباً حاد در بچه ماهیان بروز کرده به ندرت در ماهیان بالغ اتفاق می افتد.
بیماری در تمام نقاط جهان وجود دارد و عامل بیماری در اروپا،آسیا،کانادا،ایالات متحده آمریکا و آمریکای جنوبی جدا شده‌است.
عامل ایجاد این بیماری ویروس RNA است که ارتباط نزدیک با Reovirusها دارد و اخیراً آن را در بیرنا ویروس‌ها طبقه‌بندی کرده‌اند. شناسایی و تشخیص این بیماری به واسطه نشانه‌های خارجی و داخلی امکان‌پذیر است که نشانه‌های خارجی آن عبارت‌اند از: بی اشتهایی و کاهش وزن، بی حالی و کم خونی، تیره شدن رنگ، متورم شدن شکم، بیرون زدگی چشم‌ها و عدم تعادل و چرخش در شنا. از نشانه‌های داخلی این بیماری هم می‌توان به پر شدن لوله گوارش از ترشحات مخاطی سفید و رنگ‌پریدگی طحال و کبد اشاره کرد.
از دیگر بیماری‌های ویروسی آزاد ماهیان نیز می‌توان بیماری‌های زیر نام برد:
۱ ـ بیماری نکروز پوستی، قرحه‌ای یا زخمی (UDN)
۲ ـ عفونت ناشی از آلودگی با هرپس سالمونیس
۳ ـ بیماری نکروز گلبولهای قرمز ویروسی (VEN) یا بیماری بافت‌مردگی گلبولهای قرمز ماهیان (PEN)